# 機動戰士GUNDAM MS IGLOO
《机动战士GUNDAM MS IGLOO》是2004年起，在日本松戶市万代（Bandai）美術館所放映的三部《机动战士高达》系列宇宙世纪背景的3DCG影片，以故事／纪录片的形式，描述一年戰爭中吉恩軍兵器開發部門與“第603技术试验部隊”所测试的一些“失敗品”的故事。第一部為《一年战争秘录》。2005年底發售三話DVD，並且再追加企畫三話OVA，名為《默示录0079》，描寫主角們在大戰末期最終的戰鬥。
目前，此系列的第二部《MS IGLOO 2 重力战线》的第一话《向那死神射击！》已于2008年10月24日发布，第二话《陆地王者，前进！》于2009年1月23日面世，第三话《敖德萨，钢铁风暴！》于2009年4月24日销售。《重力战线》将站在联邦军的视角描述故事。

## 故事
一年戰爭時期，吉翁公國以MS為首的各種新兵器向地球聯邦挑起獨立戰爭，雖然相繼投入的各種新型機看來百花齊放，但是其背後卻是不為人知的殘酷現實。而公國軍兵器開發局所屬「第603技術實驗中隊」在戰場中進行了各項新兵器的測試，並且看著吉翁從勢如破竹到最後的敗北，他們最後的戰鬥命運將會是如何……

## 作品解說
本作品是以第603技术试验部队所屬的奧利弗·麥伊技術中尉的觀點來看吉翁軍試作兵器以及其開發者的悲喜小故事，作品的視點與描寫都是完全的吉翁觀點。另外本作也是繼GUNDAM EVOLVE系列之後第二部完全以3D電腦繪圖來表現的鋼彈系列映像作品。

## 主要工作人員
- 總監督：今西隆志
- 腳本：大熊朝秀，大野木 宽
- 音樂：大橋惠
- 總合設定：出渕裕、カトキハジメ、荒牧伸志、山根公利、藤岡建機
- 設定考證：永瀬唯
- CG監督：小畑正好
- 製作：Sunrise

## 主題曲

作詞 - 菜穂／作曲、編曲、主唱 - Taja
《1年戦争秘録》主題歌。

作詞 - 菜穂／作曲、編曲、主唱 - Taja
《黙示録0079》主題歌。

編曲 - 西田マサラ／作曲、作詞、主唱 - 横田はるな
《重力戦線》第1话《あの死神を撃て！》主题歌

主唱 - 柿岛伸次
《重力戦線》第2话《陸の王者、前へ！》主题歌

作詞 - 菜穂／作曲、編曲、主唱 - Taja
《重力戦線》第3话《オデッサ、鉄の嵐！》主题歌

## 各集標題（下附各集出现的测试兵器及战死机师姓名）

### MS IGLOO 一年戰爭秘錄
1. 《大蛇消失在魯姆》
  - QCX-76A “大蛇”试作舰队决战炮
    - アレクサンドロ・ヘンメ（，声優：宝亀克寿）

1. 《狼嚎染紅了落日》
  - YMT-05 “战狼”试作机动坦克
    - 德梅齐埃·松尼（，Demeziere Sonnen[1]，声優：天田益男）
    - 地球聯邦中佐（声優：中田讓治）

1. 《幻影在軌道上疾馳》
  - EMS-10 “兹达”试作机动战士
    - 让·吕克·杜瓦尔（，Jean Luc Duvall[1][註 1]，声優：土師孝也）
    - Otchinan Shell（オッチナン・シェル）（死于兹达3号机发动机失控引起的机体解体）

### MS IGLOO 默示錄0079
1. 《在賈布羅上空看見海洋》（2006/04/26）
  - MSM-07Di “飞蟹/傑卡克”机动潜行系统
    - （，Werner Holbein[1]，声優：堀内賢雄）

1. 《越過光芒之巔》（2006/06/23）
  - MP-02A “食人魔/歐格”驱逐机动舱
    - 埃尔温·卡迪亚克（，Erwin Cadillac[1][註 2]，声優：相田さやか）

1. 《魂歸雷鳴間》（2006/08/25）
  - MS-14B “傑爾古格”量產型機動戰士（非测试兵器，于《越過光芒之巔》登场）
    - 赫伯特·冯·卡斯本（，Herbert von Kuspen[1]，声優：澤木郁也）（非测试驾驶员，于《越過光芒之巔》登场）

  - MA-05Ad “畢格·朗格”战斗支援型机动装甲
    - 奥利弗·迈（，Oliver May[2]，声優：石川英郎）（未战死）

### MS IGLOO 2 重力戰線
迈克尔·考尔玛塔少佐（声優：东地宏树）
1. 《向那死神射击！》
  - M-101A3 “女王”對MS重型飛彈
    - 本·巴巴利中尉（）（声優：寺杣昌纪）
    - 帕帕·希尼·刘易斯曹长（）（声優：桧山修之）
2. 《陆地王者，前进！》
  - M61A5 61式战车5型（非测试兵器）
    - 哈曼·严德尔中尉（）（声优：矶部勉）
    - 雷班·修军曹（）（声优：小西克幸）（未战死）
3. 《敖德萨，钢铁风暴！》
  - RTX-440 陆战强袭型钢坦克
    - （声優：井上喜久子） （死于己方炮火）
    - （声優：楠大典）
    - （声優：伊藤健太郎）

## 漫畫
由MEIMU作畫,"1年戰爭祕錄"的漫畫版:《机动战士高达 MS IGLOO 603》於GUNDAM ACE上連載.漫畫中追加了动画版所沒有的一些兵器的故事(但是OVA第二話則沒有在漫畫中出現).第二期的OVA發售同時，漫畫也重開連載，名字與OVA版一樣為《機動戰士鋼彈 MS IGLOO 默示錄0079》。第二部的漫画版名称与OVA版一样为《机动战士高达 MS IGLOO 2 重力战线》。
沒被OVA化的故事，機體及人物有:
1. 在所罗门飞翔的蝙蝠（蝙蝠はソロモンにはばたく）（收錄於單行本第一卷第3話-第5話）
  - 
    - 登場人物:
2. ……（收錄於單行本第一卷第7話-第二卷第8話）  
  - QEX-04M 艾吉爾（QEX-04M　試作水中ビーム砲 エーギル）
  - 
    - 登場人物:
3. 視線貫穿的前方（視線つらぬく先に……）（收錄於單行本第二卷第11話-第12話） 
  - YOP-04 巴罗尔 
    - 登場人物:
4. （收錄於單行本第二卷第13話）

## 小說
《一年戰爭秘錄》與《默示錄0079》的小說由林讓治執筆。

## 外部連結
- （日語）MS IGLOO官方網站 （页面存档备份，存于）
- （日語）MS IGLOO2官方网站 （页面存档备份，存于）